# Pantigliate
Pantigliate là một đô thị ở tỉnh Milano, vùng Lombardia của Italia, khoảng 15 km về phía đông của Milano. Tại thời điểm ngày 31 tháng 12 năm 2004, đô thị này có dân số 5.541 và diện tích là 5,7 km².
Pantigliate giáp các đô thị: Rodano, Settala, Peschiera Borromeo, Mediglia.